# Armand van Helden
Pour les articles homonymes, voir Van Helden.
Ne doit pas être confondu avec Armin van Buuren.
Armand van Helden (né le 16 février 1970 à Boston, dans le Massachusetts), est un disc jockey et producteur musical américain d'origine néerlandaise. Il est principalement affilié au genre de house.

## Biographie
Armand van Helden naît à Boston le 16 février 1970 d'un père indo-néerlandais et d'une mère franco-libanaise. Durant son enfance, son père étant pilote dans la Force aérienne des États-Unis, il parcourt le monde, faisant étape aux Pays-Bas, en Turquie et en Italie. À l'âge de treize ans, il achète une boîte à rythmes et commence à mixer deux ans plus tard.
En 1988, il retourne à Boston, où il suit des cours à l'université de Boston, et travaille de nuit dans des clubs en tant que DJ. Après quelques petits boulots, il quitte en 1991 son travail de conseiller juridique pour se consacrer au remix, sous l'égide de Neil Petricone et X-MIX. Il décroche un poste de DJ résident au Loft, l'un des clubs les plus en vogue de l'époque, et sort son premier single officiel, un mix de Stay on My Mind de Deep Creed sur le label Nervous Records.
En 1992, il sort le single Move It to the Left (de Sultans of Swing) sur le label Strictly Rhythm, titre qui connait un succès modéré auprès des clubs. Son premier titre qui se fait une place dans le classement « Billboard Hot Dance Club Play » est Witch Doktor, qui entre dans le top 5 en 1994. Ce succès lui offre la possibilité de remixer des artistes comme New Order, Deep Forest, Jimmy Somerville, Deee-Lite et Faithless.
C'est le titre Professional Widow (remix d'un titre de Tori Amos) se classant numéro un en Angleterre qui permet à Armand Van Helden de s'établir. Van Helden n'aura pourtant pas touché d'argent sur ce morceau qu'il a sorti sans droit à commission. Ce titre lui permet toutefois de travailler sur des remixes des Rolling Stones, de Janet Jackson, Britney Spears et Puff Daddy, mais également Daft Punk et Sneaker Pimps, ajoutant à sa réputation de musicien house de classe mondiale.
Cha Cha et The Funk Phenomena sont deux autres succès se classant dans le top 10 dance, extraits de son premier album Old School Junkies sorti en 1996. S'ensuit le titre U Don't Know Me sorti en 1999 extrait de l'album breakbeat 2 Future 4 U — premier album sorti sur son label Armed Records — qui se classe numéro 2 au Billboard dance chart, premier au Royaume-Uni et dans le top 20 des singles en Australie et Canada.
Van Helden sort l'album Killing Puritans en 2000 dance hit, dont est extrait le hit Koochy. Suivent ensuite les albums New York: A Mix Odyssey en 2004 et Nympho en 2005, contenant les singles Into Your Eyes, My My My, Hear My Name et When the Lights Go Down. L'album se classe dans le top 30 australien et 48e au Royaume-Uni. En 2007, il sort le single NYC Beat. En 2009, Il sort le single AnYway sous le nom de Duck Sauce, en duo avec A-Trak, puis en 2010, Barbra Streisand avec un sample de Gotta Go Home de Boney M.
En août 2014, le titre I'm Not the Only One de Sam Smith est remixé par Van Helden. Van Helden revient en mars 2020 avec une nouvelle chanson, Give Me Your Loving, avec Lorne.

## Discographie

### Albums studio
- 1996 : Old School Junkies : The Album
- 1997 : Da Club Phenomena
- 1997 : Live from ya Mother's House
- 1997 : The Funk Phenomena
- 1997 : Sampleslaya - Enter the Meatmarket
- 1997 : Greatest Hits
- 2 Future 4 U (1998 UK, 1999 États-Unis) #22 UK
- 1999 : Armand van Helden's Nervous Tracks
- 2000 : Killing Puritans #38 UK
- 2001 : Gandhi Khan
- 2004 : New York : A Mix Odyssey
- 2005 : Nympho
- 2007 : Ghettoblaster
- 2008 : New York : A Mix Odyssey, Pt. 2
- 2008 : You Don't Know Me - The Best Of Armand Van Helden
- 2016 : Extra Dimensional

 (mars 2025).

### Singles
- 1994 : "Witch Doktor" 
  - Classé 3e au Billboard Hot Dance Club Play aux États-Unis
- 1996 : "Cha Cha"
  - Classé 10e au Billboard Hot Dance Club Play aux États-Unis
- 1997 : "Professional Widow (It's Got To Be Big)" (remix de Tori Amos) 
  - #1 UK
- 1997 : "The Funk Phenomena" 
  - Classé 38e au R-U
- 1997 : "Ultrafunkula"
  - Classé 46e au R-U
- 1999 : U Don't Know Me (avec Duane Harden (en)) 
  - Classé 1er au R-U
- 1999 : "Flowerz" (feat. Roland Clark (en))
  - Classé 18e au R-U
- 2000 : "Koochy"
  - Classé 4e au R-U
- 2000 : "Full Moon" (feat. Common)
- 2001 : "Why Can't You Free Some Time" 
  - Classé 34e au R-U
- 2001 : "You Can't Change Me" (feat. Roger Sanchez & N'Dea Davenport (en))
  - Classé 25e au R-U
- 2004 : "Hear My Name" 
  - Classé 34e au R-U
- 2004 : My My My
  - Classé 15e au R-U
- 2005 : "Into Your Eyes"
  - Classé 48e au R-U
- 2005 : "When The Lights Go Down"
- 2006 : "Sugar"
- 2006 : Touch Your Toes
- 2007 : "I want your soul"
- 2007 : "A track called Jack"
- 2007 : "NYC Beat"
- 2010 : Barbra Streisand (feat. A-Trak)
- 2016 : "Wings"
- 2016 : "Know Thyself"
- 2017 : "Fried Chicken" (avec Komes)
- 2017 : "I Need A Painkiller" (vs. Butter Rush)
- 2023 : "Wings (I Wont Let You Down)" (vs. Ph.D. feat. Karen Harding)

### Remixes
- 1991 : Tracie Spencer - This House
- 1991 : Crystal Waters - Makin' Happy
- 1992 : Shabba Ranks - Mr. Loverman
- 1995 : Deep Forest - Marta's Song
- 1996 : Daft Punk - Da Funk (Ten Minutes of Funk Mix)
- 1997 : Tori Amos - Professional Widow (It's Got to Be Big)
- 1998 : Wamdue Project - Where Do We Go
- 2003 : Nelly Furtado - Força
- 2004 : Gwen Stefani - What You Waiting for?
- 2004 : Déspina Vandí - Opa Opa
- 2008 : Ayumi Hamasaki - Inspire
- 2009:  Bloc Party - Signs
- 2010 : Uffie - Add Suv (feat. Pharell)
- 2010 : Katy Perry - California Gurls
- 2011 : Bag Raiders - Sunlight
- 2015 : Jack Ü - To Ü (Feat. AlunaGeorge)